# Versperring

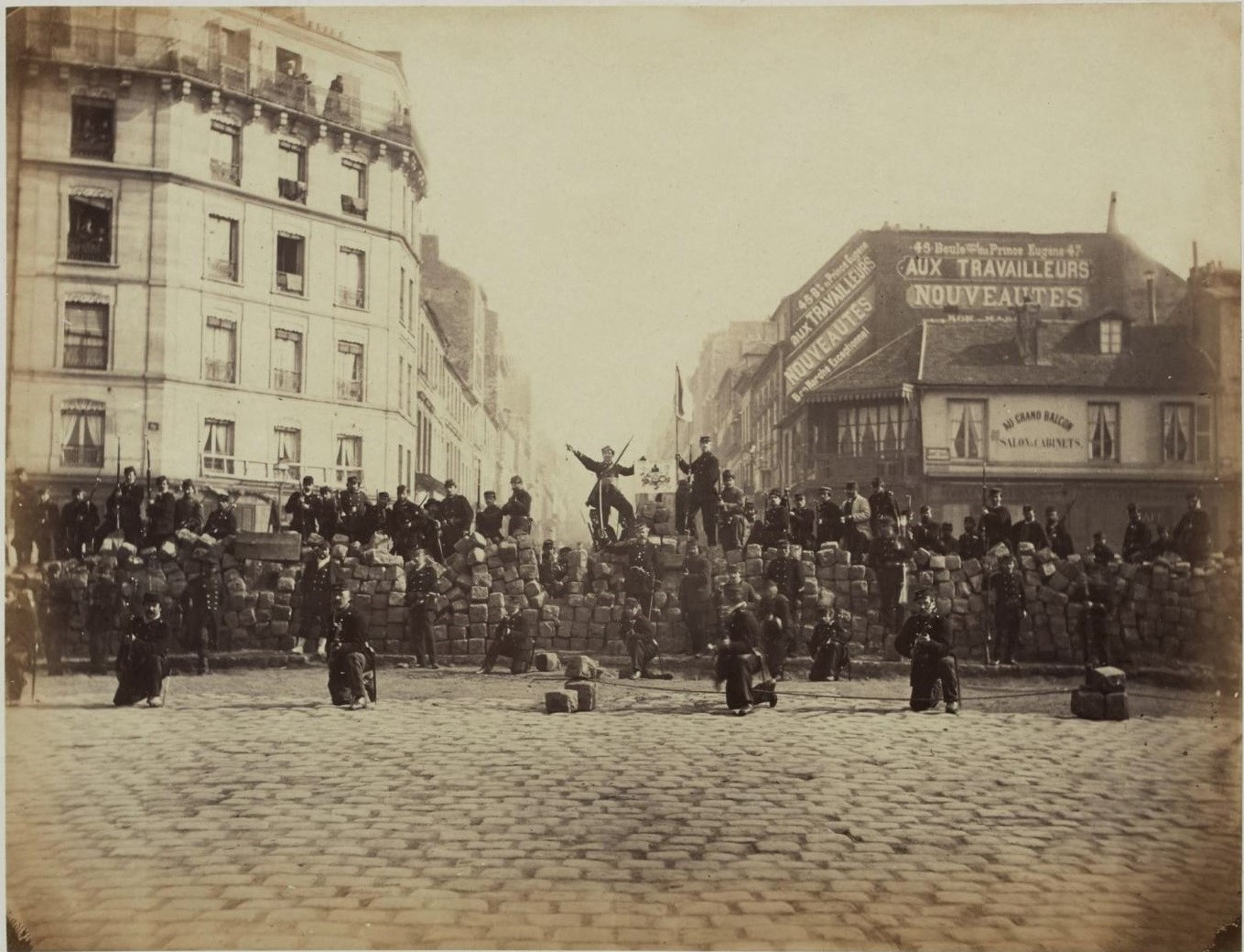
Parijse communards op de barricaden in 1871

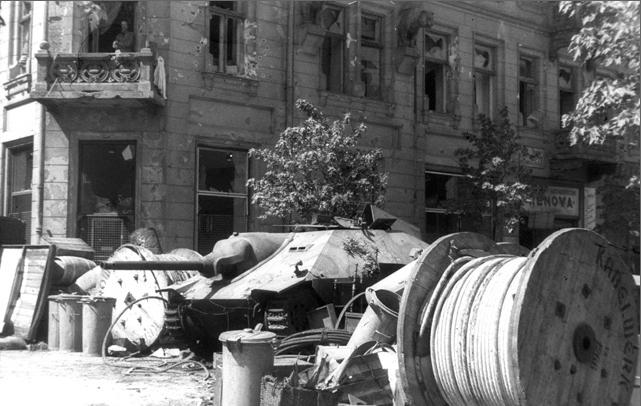
Poolse barricade gedurende de Opstand van Warschau (1944)

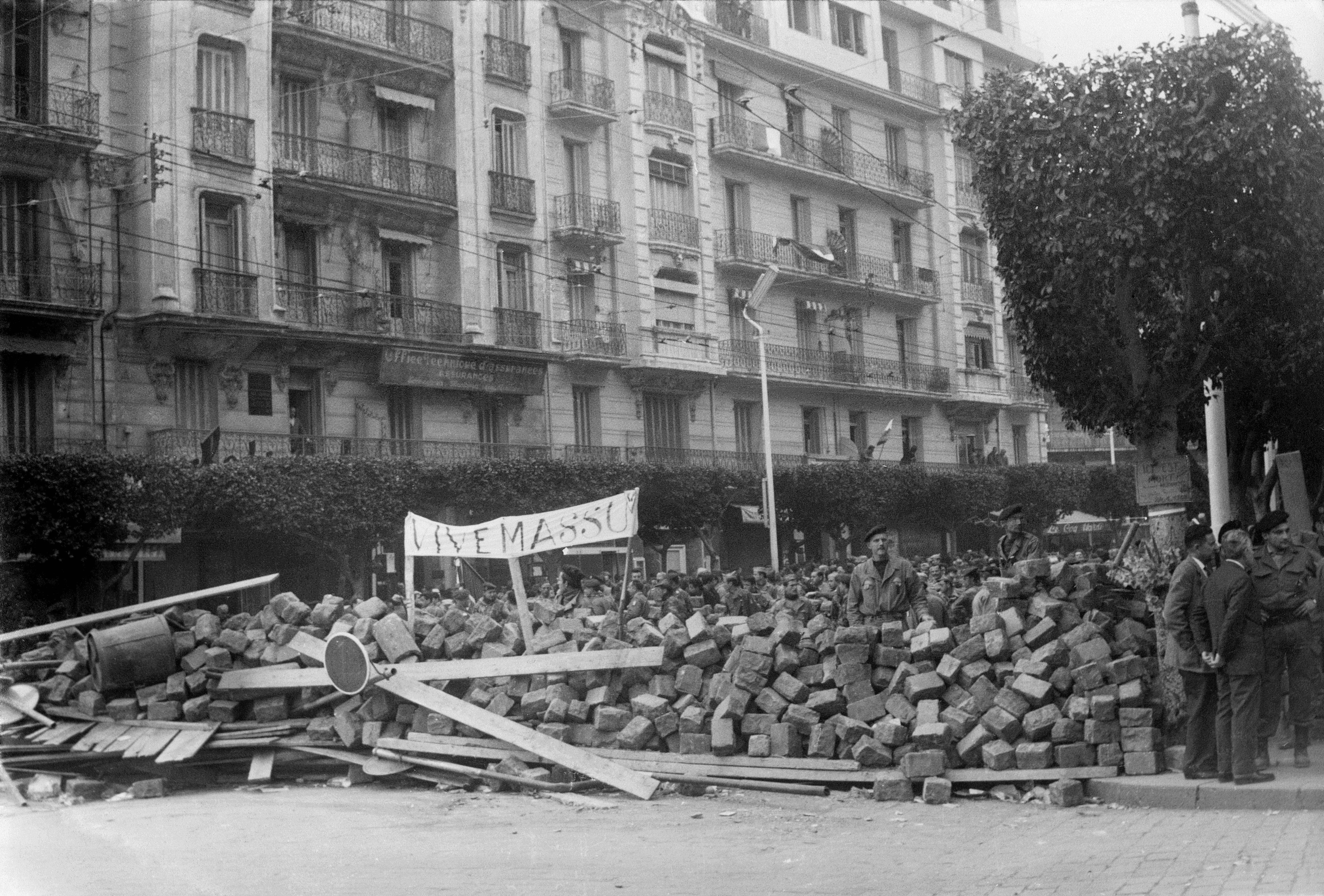
Barricade in Algiers (1960)

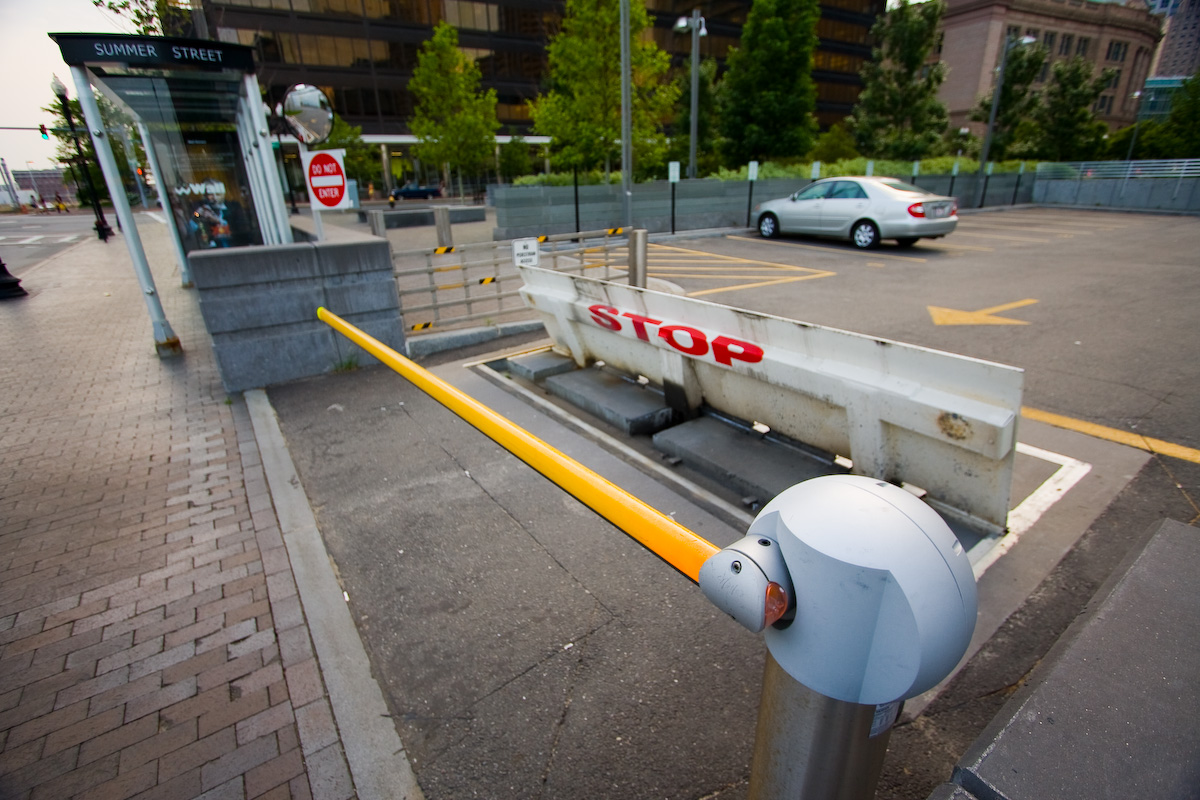
Een hydraulische versperring bij het gebouw van de Federal Reserve in Boston

Een versperring of barricade is een voorwerp of bouwwerk dat wordt gebruikt om een weg of route af te sluiten, met als doel het verkeer op die weg tegen te houden, een andere richting op te dwingen of in bepaalde banen te leiden. Tevens worden versperringen soms toegepast om de toegang tot een bepaald gebouw te blokkeren.
De eerste historisch ruim gedocumenteerde en bekend geworden versperringen vonden plaats in de straten van Parijs op de dag van de barricades, 12 mei 1588. Die dag kwamen de inwoners van Parijs in opstand tegen Hendrik III van Frankrijk. Hij werd de stad uitgejaagd. Wagens, boomstammen en andere materialen werden gebruikt om de wegen naar Parijs te versperren zodat de soldaten van Hendrik de opstandelingen niet konden bereiken.
Eind 18e eeuw verschenen barricades voor het eerst buiten Frankrijk, namelijk in Brussel (20 september 1787) en Genève (26 januari 1789). Het waren voorbodes van een revolutionair fenomeen dat in de 19e eeuw een hoogtepunt zou kennen, met als sleuteljaren 1830, 1848 en 1870. In de Julirevolutie en de Belgische Revolutie was de taktiek succesvol, en ook de Opstanden van 1848 bleken moeilijk neer te slaan. Barricades waren de reden waarom de autoriteiten na het Juni-oproer beslisten Parijs te Haussmanniseren. Het verhinderde niet dat versperringen weerom een sleutelrol speelden in de Parijse Commune (1871). Ook in de 20e eeuw bleven ze aanwezig in stadsguerrilla's en studentenrevoltes.
Een versperring is nadien overgenomen als een militaire term. De term wordt onder militairen vooral gebruikt voor een geïmproviseerde vesting, vooral op wegen. Deze versperringen hebben doorgaans als doel vijandige troepen te hinderen. Versperringen zijn toegepast in veel Europese oorlogen en revoluties van de 18e t/m de 20e eeuw. In de roman Les Misérables van Victor Hugo (1862) komt een bekende scène voor waarin een versperring wordt opgeworpen rondom Parijs. Onder het bewind van Napoléon III werden de meeste grote wegen van Parijs extra uitgebreid zodat ze te breed werden om een succesvolle versperring op te zetten.
Vandaag de dag komen versperringen vaak voor bij wegwerkzaamheden, bijvoorbeeld om het verkeer weg te houden uit een straat waar gewerkt wordt of om een omleiding aan te geven.
Versperringen zoals betonblokken, bloembakken en paaltjes worden ook toegepast of overwogen tegen terroristische voertuigaanslagen in voetgangersgebieden.

## Vormen van versperringen
- Ballonversperring, meerdere grote met gas gevulde ballonnen aan stalen kabels, bedoeld om duikvluchten van jachtvliegtuigen te verhinderen
- Dranghekken, met name gebruikt om te voorkomen dat mensen in de weg lopen
- Friese ruiters, houten constructies voorzien van prikkeldraad
- Mojo Barrier, een speciaal dranghek dat bij popconcerten wordt gebruikt
- Voetangel, waarmee de begaanbaarheid van wegen wordt verslechterd
- Grensbarrière, een versperring om de grens fysiek af te dwingen.